# سرافینا و شنل سیاه
سرافینا و شنل سیاه (انگلیسی: Serafina and the Black Cloak) یک رمان تخیلی و فانتزی آمریکایی در سال ۲۰۱۵، که توسط رابرت بیتی نوشته شده است. این اولین رمان از سری سرافینا و پیش از سرافینا و عصای مارپیچ است. این کتاب ماجراهای ترسناک سرافینا دوازده ساله، موش‌گیر املاک بیلتمور را دنبال می‌کند، در حالی که او با دوستش بریدن وندربیلت برای کشف هویت واقعی مرد سیاه‌پوش که مسئول ناپدید شدن مرموز چندین نفر است کار می‌کند.
سرافینا و شنل سیاه در ۱۴ ژوئیه ۲۰۱۵ توسط دیزنی هایپریون منتشر شد و جوایز و نامزدهای متعددی از جمله جایزه کتاب جنوبی پت کانروی ۲۰۱۶ و رمان درجه متوسط شماره ۱ گودریدز در سال ۲۰۱۵ را دریافت کرده است. بعد از سرافینا و شنل سیاه، سرافینا و عصای مارپیچ، سرافینا و روح سرگردان و سرافینا و هفت ستاره قرار دارند.